# Joaquín Otero
Joaquín Otero Pereira (Ponferrada,  6 de enero de 1963) es un abogado y expolítico español, de orientación leonesista. Exmilitante y exsecretario general de la Unión del Pueblo Leonés.
Es licenciado en Derecho y abogado en ejercicio. Antes de dedicarse a la política fue locutor de radio en la cadena SER de León y en los 40 Principales.
Fue elegido secretario general de la Unión del Pueblo Leonés en 1997, siendo reelegido por mayoría en los siguientes congresos, hasta que en el VIII Congreso de la formación, fue sustituido por Melchor Moreno, hasta entonces presidente del partido.
Procurador en 1995 por la provincia de León en las Cortes de Castilla y León, fue reelegido en las elecciones autonómicas posteriores de 1999, 2003 y 2007 siempre como cabeza de lista de su partido, excepto en 1995 que fue de número dos. En las elecciones municipales de 2003 fue candidato a la alcaldía de Ponferrada, su ciudad natal, pero no alcanzó los votos necesarios ni siquiera para conseguir su plaza de concejal.
Como único representante de la UPL en las Cortes de Castilla y León, Otero fue el responsable de la defensa de la enmienda a la totalidad al proyecto de reforma del estatuto de autonomía, en la que proponía la segregación de las provincias de León, Zamora y Salamanca. La enmienda fue rechazada.
Después de abandonar la política activa, fue nombrado como cargo de confianza, asesor del procurador del común en abril de 2012, puesto que abandonó en marzo de 2020.
Fue sobrino carnal del escritor Antonio Pereira y actualmente es el responsable de la Fundación que vela por la obra literaria del escritor berciano.